# Torsten Petersson

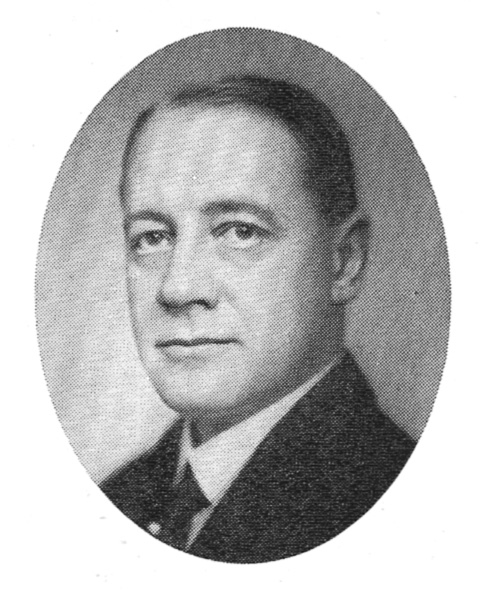
Torsten Petersson.

Torsten Paul Jonatan Petersson, född 26 juli 1889 i Söderåkra, Kalmar län, död 3 maj 1972 i Stockholm, var en svensk ämbetsman. Han var son till statsrådet Alfred Petersson i Påboda.
Petersson avlade juris kandidatexamen i Stockholm 1913 och var assessor i Svea hovrätt 1920, fiskal 1924, tillförordnad revisionssekreterare 1929, byråchef för lagärenden i Finansdepartementet 1930 och expeditionschef där 1931. Han var sekreterare hos riksdagens särskilda utskott 1930 och deltog som svenskt ombud i den europeiska vägkonferensen i Genève 1931. Han blev konsultativt statsråd 1932 och var riksdagens militieombudsman 1933-1936. Från och med 1936 blev han generallotsdirektör. Petersson var även ordförande för 1937 års automobilbeskattningsutredning och ordförande i 1939 års utredning rörande försvarsväsendets läkemedelsförsörjning, i 1939 års luftskyddsutredning och i 1941 års utredning rörande isbrytareberedskapen. Vidare var han ordförande i Statens biltrafiknämnd.